# Сан Чезарео
Сан Чезарео (итал. San Cesareo) је насеље у Италији у округу Рим, региону Лацио.
Према процени из 2011. у насељу је живело 10529 становника. Насеље се налази на надморској висини од 318 м.

## Становништво
Према резултатима пописа становништва 2011. у општини је живело 13.806 становника.
| 1931. | 1936. | 1951. | 1961. | 1971. | 1981. | 1991. | 2001. | 2011.  |
| ----- | ----- | ----- | ----- | ----- | ----- | ----- | ----- | ------ |
| 894   | 1.037 | 1.416 | 2.120 | 3.091 | 6.543 | 8.022 | 9.456 | 13.806 |